# Борн (Горња Гарона)
Борн (фр. Born) насеље је и општина у јужној Француској у региону Миди Пирене, у департману Горња Гарона која припада префектури Тулуз.
По подацима из 2011. године у општини је живело 458 становника, а густина насељености је износила 42,21 становника/km². Општина се простире на површини од 10,85 km². Налази се на средњој надморској висини од 314 метара (максималној 215 m, а минималној 120 m).

## Демографија
| 1962. | 1968. | 1975. | 1982. | 1990. | 1999. | 2011. |
| ----- | ----- | ----- | ----- | ----- | ----- | ----- |
| 149   | 186   | 194   | 266   | 303   | 261   | 458   |

График промене броја становника у току последњих година

## Галерија
- Црква